# Col·lectiu Gai de Barcelona
El Col·lectiu Gai de Barcelona (CGB) és una associació que neix l'any 1988 arran de la iniciativa d'un grup d'activistes gais que volen donar a la ciutat de Barcelona l'alternativa d'una associació de lluita pels drets dels homosexuals amb un tarannà d'esquerres i oberta a un ampli sector de la població. Des d'un bon principi agafa el testimoni a l'edició de la revista Infogai, la revista més antiga amb continuïtat de temàtica gai a Catalunya.
S'hi poden distingir dues etapes, la primera, fins a l'any 2000 tenen la seu social al carrer Paloma i la segona des de llavors fins ara amb la nova seu social al Passatge Valeri Serra, 23 de l'Eixample. En aquesta segona etapa, i després de superar una crisi interna, el CGB es desenvolupa fortament i sorgeixen iniciatives com la Festa al Carrer, que aspira conquerir l'espai públic del carrer per als gais, o els tallers d'autodefensa.
El CGB participa del teixit associatiu de la ciutat i està involucrat especialment en la Comissió Unitària 28 de Juny (CU28J), responsable de les celebracions a Catalunya de la Diada internacional per l'Alliberament de gais, lesbianes, homes i dones transsexuals i bisexuals, així com a la xarxa contra l'homofòbia que aglutina grups de diversos indrets.